# 漢普頓山

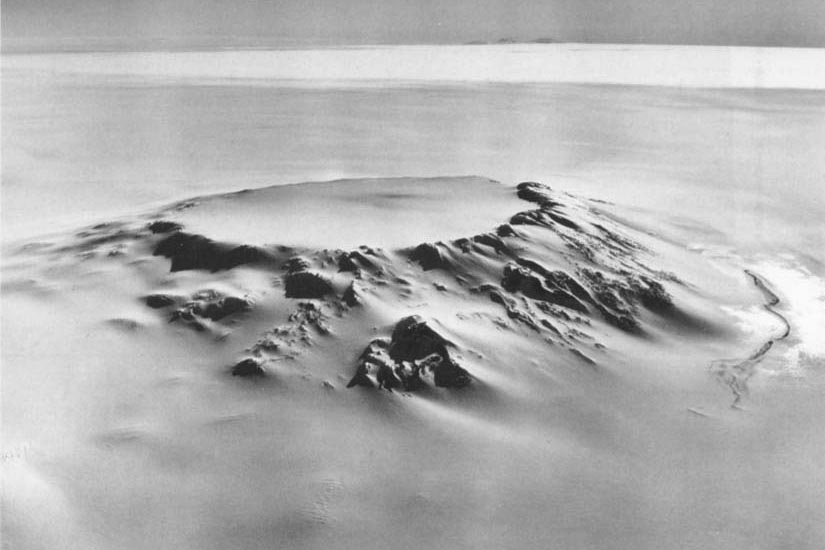

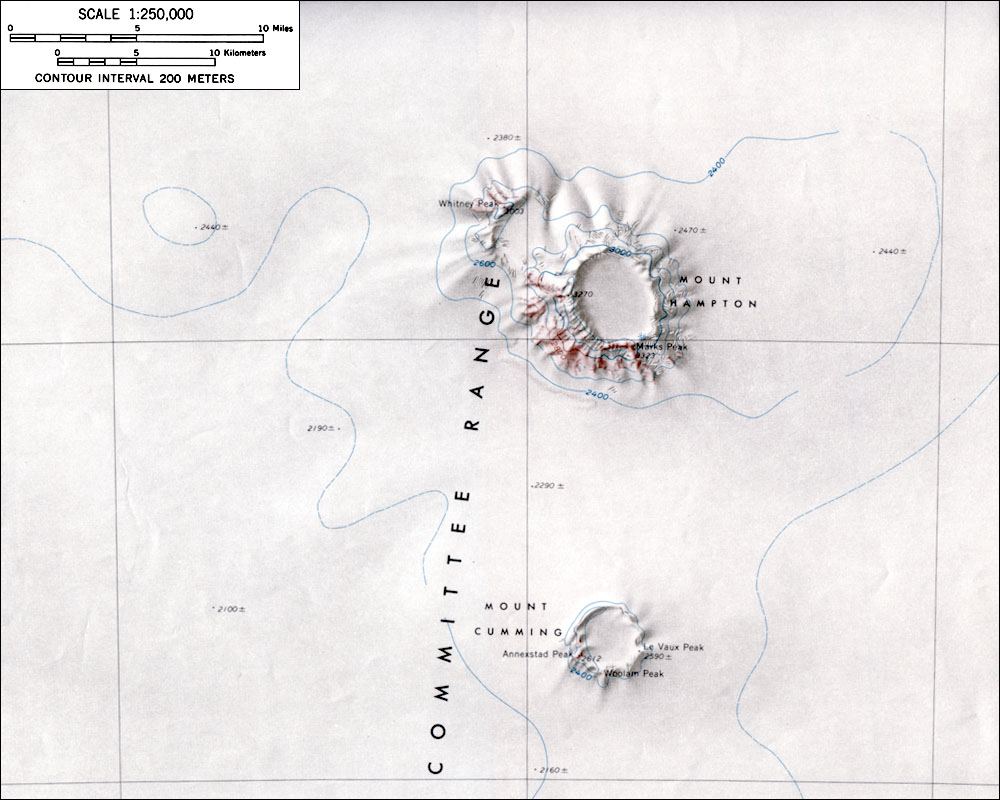

漢普頓山（英語：Mount Hampton）是南極洲的火山，位於南極大陸西部馬里伯地，屬於執委山脈的一部分，海拔高度3,323米，山體在超過1,100萬年前形成，該火山在1940年12月15日被發現。